# Zoran Slavnić
Zoran Slavnić, född 26 oktober 1949, är en jugoslavisk basketspelare som tog OS-guld 1980 i Moskva. Detta var Jugoslaviens första guld i herrbasket vid olympiska sommarspelen. Han var även med då Jugoslavien tog OS-silver 1976 i Montréal. Han har bland annat spelat för DKV Joventut.